# Quinto problema de Hilbert
El quinto problema de Hilbert (uno de los conocidos como veintitrés Problemas de Hilbert, publicados en 1900 por el matemático alemán David Hilbert), se refiere a la caracterización de Grupo de Lie.
La teoría de los grupos de Lie describe la simetría continua en matemáticas; su importancia en este campo y en física teórica (por ejemplo, en la investigación sobre quarks) creció de manera constante en el siglo XX. En términos generales, la teoría de grupos de Lie es el terreno común de la teoría de grupos y la teoría de variedades topológicas. La pregunta que hizo Hilbert se centró con precisión en la cuestión siguiente:
¿Hay alguna diferencia si se impone una restricción a las variedades diferenciables?
La respuesta esperada fue negativa (los grupos clásicos, los ejemplos más centrales en la teoría de grupos de Lie, son variedades suaves). Esto finalmente se confirmó a principios de la década de 1950. Dado que Hilbert no disponía de la noción precisa de "variedad", hay lugar para cierto debate sobre la formulación del problema en el lenguaje matemático contemporáneo.

## Formulación clásica
Una formulación que fue aceptada durante un largo período fue que la cuestión era caracterizar a los grupos de Lie como los grupos topológicos que también eran variedades topológicas. En términos más cercanos a los que Hilbert habría usado, cerca del elemento neutro e del grupo G en cuestión, hay un conjunto abierto U en el espacio euclídeo que contiene e, y en algún subconjunto abierto V de U hay una función continua:
F : V × V → U
que satisfaga el grupo donde se definen. Esto es un fragmento de un grupo topológico localmente euclídeo típico. El problema es entonces demostrar que F es una función infinitamente diferenciable cerca de e (dado que los grupos topológicos son espacios homogéneos, iguales en todas partes como cerca de e).
Otra forma de decirlo es que la posible función infinitamente diferenciable de F no importa: los axiomas de grupo colapsan toda la gama C k.

## Solución
El primer resultado importante fue el de John von Neumann en 1933, para grupos compactos. El caso del grupo abeliano localmente compacto fue resuelto en 1934 por Lev Pontriaguin. La resolución final, al menos en esta interpretación de lo que Hilbert quería decir, llegó con el trabajo de Andrew Gleason, Deane Montgomery y Leo Zippin en la década de 1950.
En 1953, Hidehiko Yamabe obtuvo la respuesta final al quinto problema de Hilbert:
Si un grupo compacto conectado localmente G es un límite inverso de una secuencia de grupos de Lie, y si G "no tiene subgrupos pequeños" (una condición definida a continuación), entonces G es un grupo de Lie.
Sin embargo, la cuestión aún se debate, ya que en la literatura ha habido otras afirmaciones similares, basadas en gran parte en diferentes interpretaciones de la afirmación de Hilbert del problema dada por varios investigadores.
De manera más general, todo grupo localmente compacto y casi conectado es el límite proyectivo de un grupo de Lie. Si se considera un grupo general localmente compacto G y el componente conectado de la identidad G0, se tiene una extensión de grupo
G0 → G → G/G0.
Como grupo totalmente desconectado, G/G0 tiene un subgrupo compacto abierto, y el retroceso G′ de tal subgrupo compacto abierto es un subgrupo abierto, casi conectado, de G. De esta manera, se tiene una estructura suave en G, ya que es homeomorfa a (G′ × G′ )/G0, donde G′/G0 es un conjunto discreto.

## Formulación alternativa
Otro punto de vista es que G debería tratarse como un grupo de transformación, en lugar de una forma abstracta. Esto conduce a la formulación de la conjetura de Hilbert-Smith, que fue probada para {\displaystyle R^{3}} en 2013.

## Sin subgrupos pequeños
Una condición importante en la teoría es "sin subgrupos pequeños". Se dice que un grupo topológico G, o una parte de un grupo como el F anterior, no tiene "subgrupos pequeños" si hay un N vecino de e que no contiene un subgrupo mayor que {e}.. Por ejemplo, el grupo circular satisface la condición, mientras que los enteros p-ádicos Zp como grupo aditivo no lo hace, porque N contendrá los subgrupos: pk Zp, para todos los números enteros grandes k. Esto da una idea de la dificultad del problema. En el caso de la conjetura de Hilbert-Smith, se trata de una reducción conocida de si Zp puede actuar fielmente sobre una variedad cerrada. Gleason, Montgomery y Zippin caracterizaron a los grupos de Lie entre los grupos localmente compactos, como aquellos que no tienen subgrupos pequeños.

## Dimensiones infinitas
Los investigadores también han considerado el quinto problema de Hilbert sin suponer dimensionalidad finita. El último capítulo de Benyamini y Lindenstrauss discute la tesis de Per Enflo, sobre el quinto problema de Hilbert sin espacio compacto.